# 趙伯魯
趙 伯魯（ちょう はくろ、生没年不詳）は、中国春秋時代の晋の大夫。
姓は嬴、氏は趙、諱は伯魯。趙鞅（趙簡子）の長男。趙周の父。趙浣（趙献子、後献侯）の祖父。

## 略歴
趙鞅の長男として生まれた伯魯は、聡明かつ性格が温厚で、趙鞅から趙氏の次代を担う嫡男として大いに期待がかけられていた。しかし、趙鞅が人相見の姑布子卿に伯魯を鑑定させたところ、「将軍の器にあらず」と鑑定されてしまった。
その後、趙鞅が常山に出向いた際、同行してきた子の伯魯ら対して「私の宝の符を常山の頂に隠してある。見つけたものに褒美をやろう」と言ったが、伯魯を初めとして、誰も宝を見つける事ができなかった。しかし、末弟の無恤だけが、「常山の頂に立つと代を見下ろすことができますが、代は取ることができます」と答えた。これを受けて趙鞅は、伯魯を廃嫡して、新たに無恤を嫡子の座に据えた。
伯魯は常山での無恤の答えから彼の非凡さを感じていたので、不満を全く持たずに無恤を陰から支えた。しかし、彼はまもなく病没してしまい、その後は子の趙周が継いだ。
無恤は伯魯の恩を生涯忘れず、紀元前463年に代を滅ぼした時はその領地を趙周（成君）に与え、さらに自身の後継に趙周の子の趙浣を据えるなどして、伯魯の恩に報いた。